# Нюман, Кристоффер
Кристоффер Оке Свен Нюман (швед. Christoffer Åke Sven Nyman; 5 октября 1992, Норрчёпинг, Швеция) — шведский футболист, нападающий клуба «Норрчёпинг».

## Клубная карьера
Нюман — воспитанник клуба «Норрчёпинг» из своего родного города. 18 августа 2010 года в матче против «АФК Юнайтед» он дебютировал в Суперэттан. В этом же поединке Кристоффер забил свой первый гол за «Норрчёпинг». В этом же сезоне Нюман помог клубу выйти в элиту. 3 апреля 2011 года в матче против ГАИСа он дебютировал в Аллсвенскан лиге. Летом того же года для получения игровой практики Кристоффер на правах аренды выступал за «ИФ Сильвия». В начале 2012 года Нюман вернулся в «Норрчёпинг». 16 апреля в поединке против «Сундсвалля» он забил свой первый гол на высшем уровне. В 2015 году Нюман стал чемпионом и обладателем Суперкубка Швеции. 20 июля 2016 года в отборочном матче Лиги чемпионов против норвежского «Русенборга» он забил гол.
Летом 2016 года Нюман перешёл в немецкий «Айнтрахт» из Брауншвейга. 28 августа в матче против «Нюрнберга» он дебютировал во Второй Бундеслиге. В этом же поединке Кристоффер забил свой первый гол за «Айнтрахт».

## Международная карьера
21 января 2014 года в товарищеском матче против сборной Исландии Нюман дебютировал за сборную Швеции, заменив во втором тайме Эрдина Демира. 3 сентября 2017 года в отборочном матче чемпионата мира 2018 против сборной Беларуси он забил свой первый гол за национальную команду.

### Голы за сборную Швеции
| #   | Дата            | Место                            | Противник | Результат | Счёт | Соревнование                     |
| --- | --------------- | -------------------------------- | --------- | --------- | ---- | -------------------------------- |
| 01. | 3 сентября 2017 | Борисов-Арена, Борисов, Беларусь | Беларусь  | 0:2       | 0:4  | Чемпионат мира 2018 квалификация |

## Достижения
Командные
 «Норрчёпинг»
- Чемпионат Швеции по футболу — 2015
- Обладатель Суперкубка Швеции — 2015